# دوود (سوئد)
دوود (به سوئدی: Duved) یک منطقهٔ مسکونی در سوئد است که در بخش آووره واقع شده‌است. دوود ۰٫۹۹ کیلومتر مربع مساحت و ۶۶۳ نفر جمعیت دارد و ۴۱۹ متر بالاتر از سطح دریا واقع شده‌است.